# Waldemar Stenhammar
Waldemar Stenhammar, född 6 juni 1877 i Kimstad, död 21 november 1940 i Stockholm, var en svensk officer och militärhistorisk författare.
Fadern var godsägaren Maths Stenhammar (1850-1900) på egendomen Ringstad i Östergötland. Senast 1900 var Waldemar Stenhammar löjtnant vid kungliga Andra livgrenadjärregementet (I5) i Linköping. Han gifte sig 1904, blev 1914 kapten och regementskvartermästare, fick majors avsked 1925 men utnämndes sedan till överstelöjtnant.
Han utgav i fem delar en historik över regementet.

## Utmärkelser
- Riddare av första klassen av Svärdsorden, 1920.[2]
- Riddare av första klassen av Vasaorden, 1927.[3]
- Officier de l’Instruction publique av Franska Akademiska palmen, senast 1940.[4]